# Бердников, Алексей Григорьевич
Алексе́й Григо́рьевич Бе́рдников (30 марта [12 апреля] 1909, Вичевщина, Вятская губерния — не ранее 1986) — советский военный, государственный и политический деятель.

## Биография
Родился в 1909 году в деревне Вичевщина (ныне — в Кумёнском районе Кировской области). Член КПСС.
С 1929 года — на военной службе, общественной и политической работе. В 1929—1949 гг. — старшина группы трюмных ПЛ «Щ-102», командир БЧ-3 подводной лодки «Щ-111», на военной службе на подводных лодках Тихоокеанского флота СССР
Избирался депутатом (от Дальневосточного края) Совета Союза Верховного Совета СССР 1-го созыва (1937—1946).
Умер после 1985 года.